# Бернардино Мей
Бернардино Мей (італ. Bernardino Mei 1612/1615, Сієна — 1676, Рим) — італійський художник і гравер доби розвиненого бароко

## Життєпис
Місяць і рік народження митця залишаються невідомими. Народився після 1612 року у місті Сієна. Відомі імена батьків — Селія Самоцци та Джироламо ді Аньйоло. Починав працювати художником мініатюр . Серед перших вчителів — сієнський художник Рутіліо Манетті (1571—1639) та Франческо Рустічі, що помер молодим  (1600–1625). Вивчав у рідному місті твори місцевих художників, серед котрих — Рафаелло Ванні, Франческо Рустічі, Джуліано Перччіолі.
1657 року відбув у Рим. Його твори привабили увагу кардинала Фабіо Кіджі, він і сприяв переселенню художника до Рима. Згодом кардинал став папою римським під ім'ям Александр ІІІ.
Виробив художню манеру, надзвичайно наближену до творів майстрів римського академізму. Але знайомство з творами Караваджо та його численних послідовників мало свій вплив і іноді Бернардино Мей полишав академічні і міфологічні сюжети і працював в суворо реалістичній стилістиці ( картина «Шарлатан у Сієні»). Дивним чином серед імперсональних персонажів розміщав фігури реалістичні і індивідуальні. Зміцненню стану у Римі сприяли приятельські стосунки з Лоренцо Берніні, що був художнім диктатором папської столиці, в орбіту послідовників котрого потрапив і Бернардино Мей, тільки в живопису.
В Римі став членом академії св.Луки і в його творах академічної тематики помітні впливи римських майстрів, серед котрих були Маттіа Преті, Андреа Саккі, П'єр Франческо Мола.
Помер у Римі 1676 року.

## Вибрані твори
- «Шарлатан»
- «Христос жене торговців з храму»
- «Алегорія юстиції»
- «Алегорія миру»
- «Алегорія перемоги»
- «Алегорія чистоти»

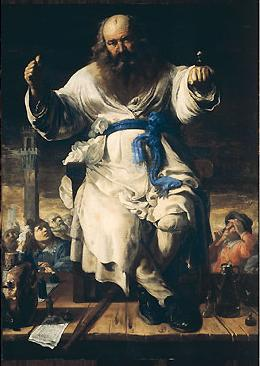
« Шарлатан (алхімік ?) із Сієни», що продає ліки, 1656 р.

- «Олександр Македонський і богині життя Парки». Художній музей Цинциннаті
- «Видіння св. Єроніма», приватна збірка
- «Лікар відкриває причину хвороби Антіоха», Монте деї Паскі, Сієна
- «Виховання немовляти Геркулеса»
- «Розп'яття зі св. Франциском Ассізьким і св. Агатою та Богородицею»
- «Св. Катерина Сієнська»
- «Бернардо Толомей»
- «Цар Давид спостерігав за купанням Вірсавії»
- «Орест убиває Егісфа і Клітемнестру»
- «Кардинал Роландо Бандінеллі»
- «Страта на хресті апостола Петра»
- «Марія Магдалина»
- «Папа римський Александр ІІІ»
- «Євангеліст Іван»
- «Джакомо Сансідоні»
- «Месса св. Григорія Великого»
- «Поклоніння пастухів немовляті Христу»
- «Фортуна»

## Галерея

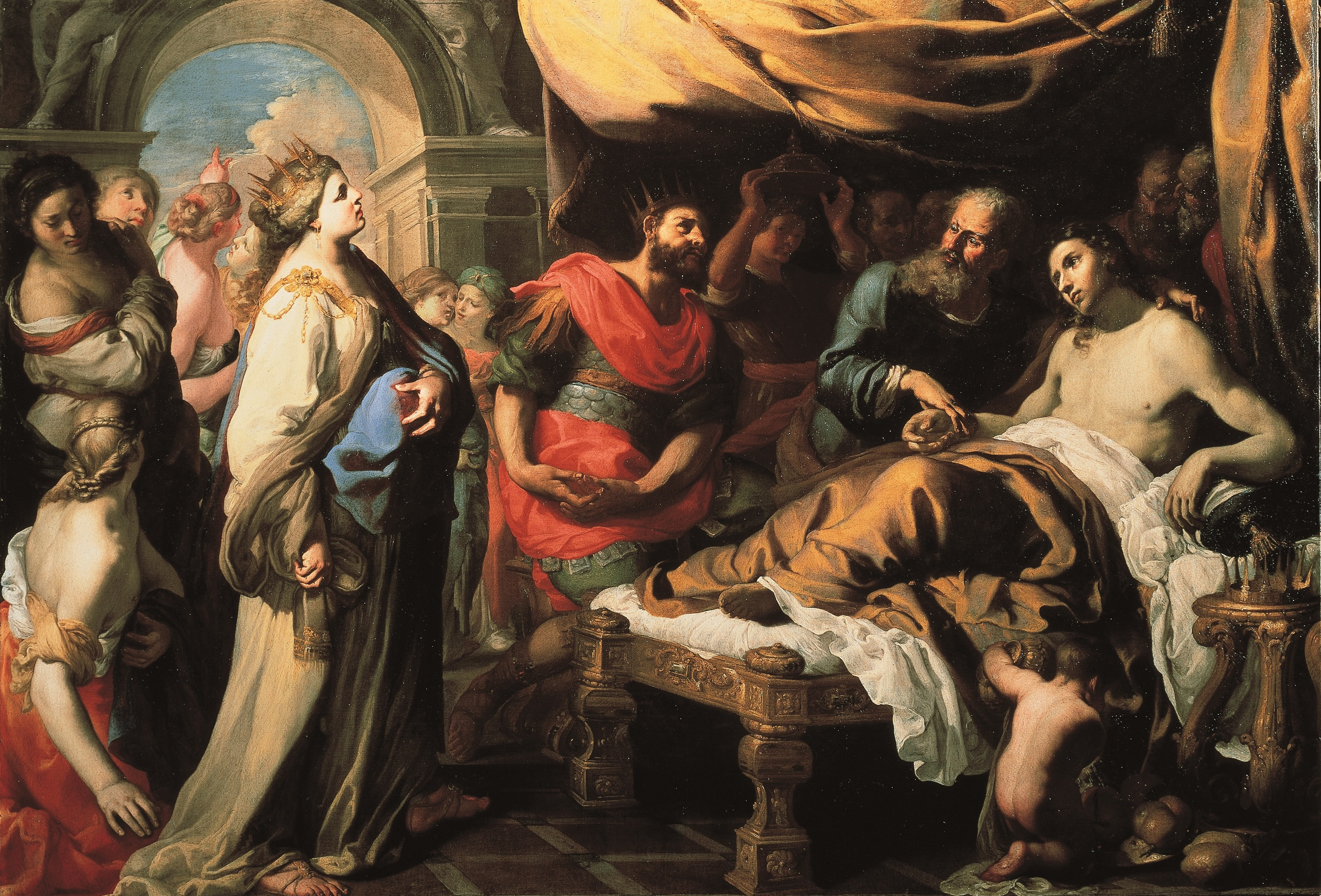
«Лікар відкриває причину хвороби Антіоха»

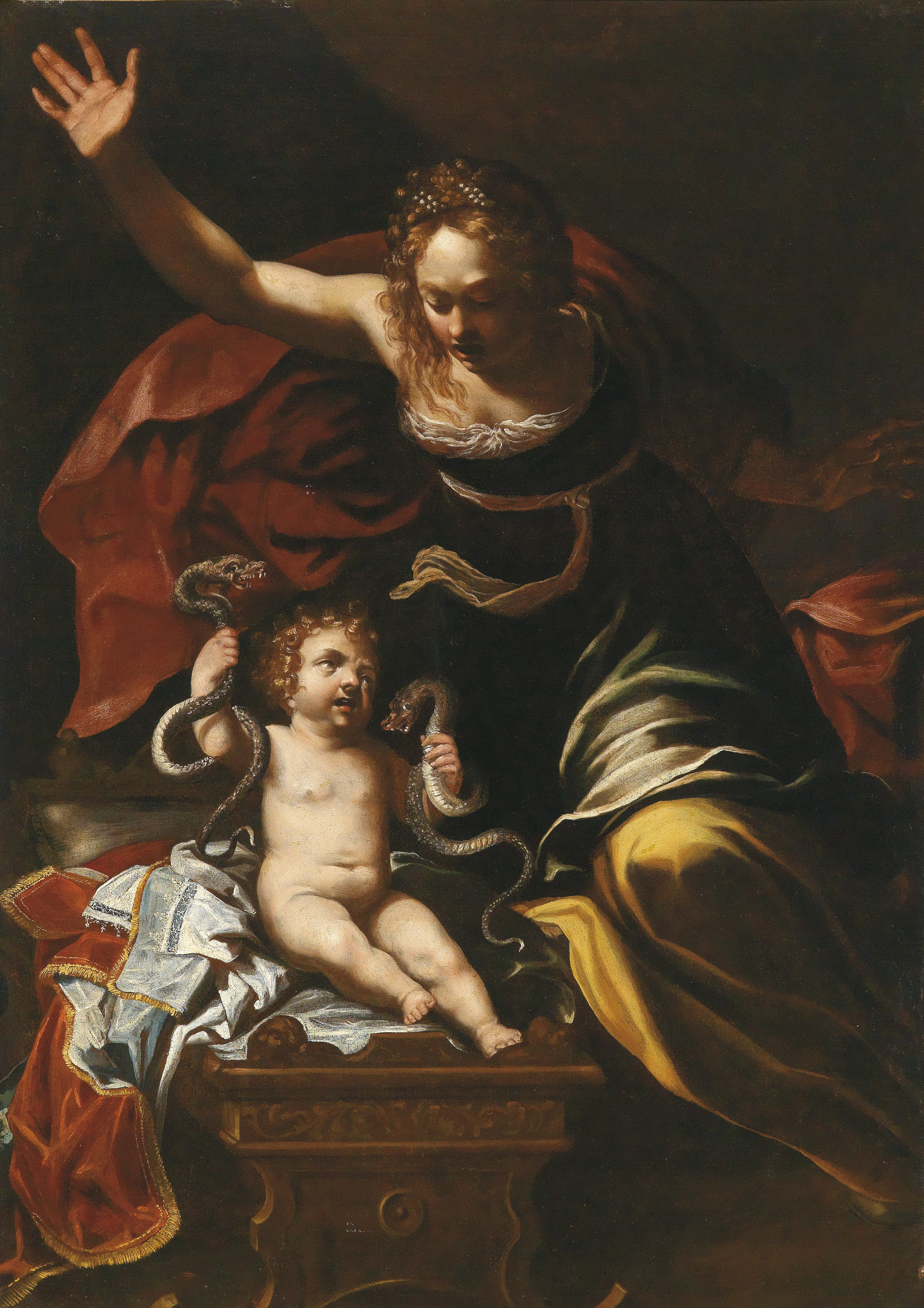
« Виховання немовляти Геркулеса », бл. 1675 р.
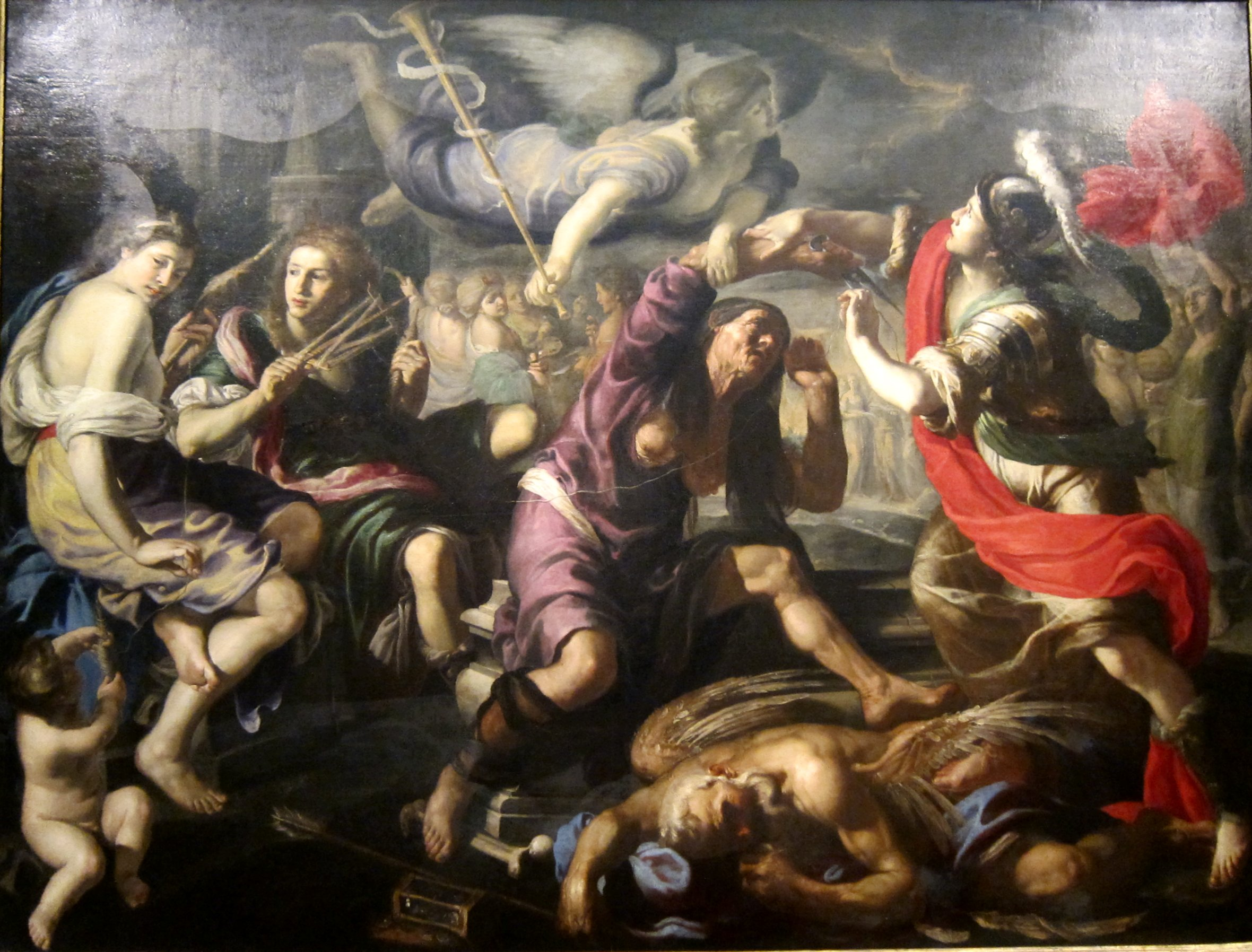
« Олександр Македонський і богині життя Парки », бл. 1667 р. Художній музей Цинциннаті
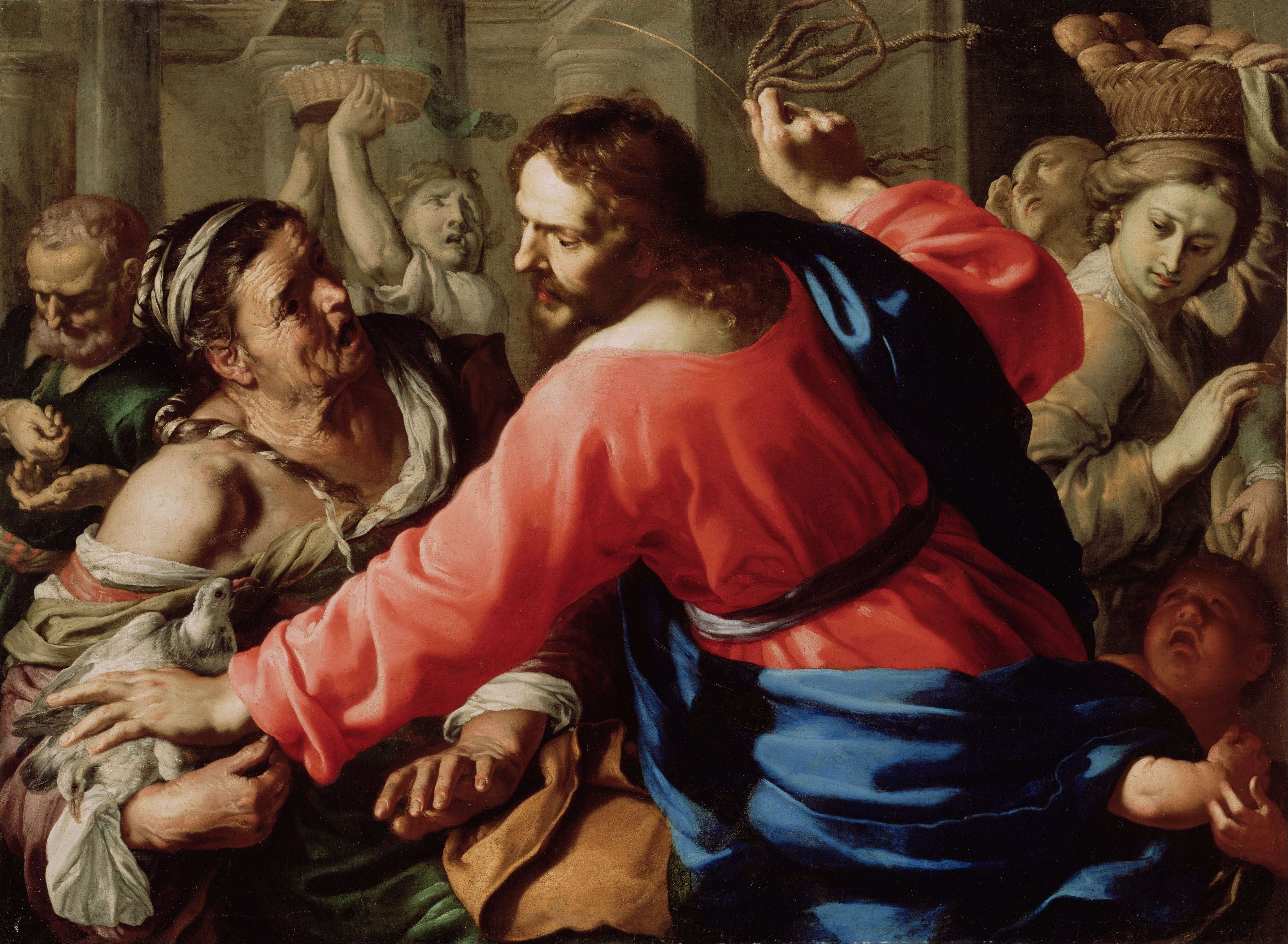
« Христос жене торговців з храму », бл. 1655 р., Музей Гетті, Каліфорнія
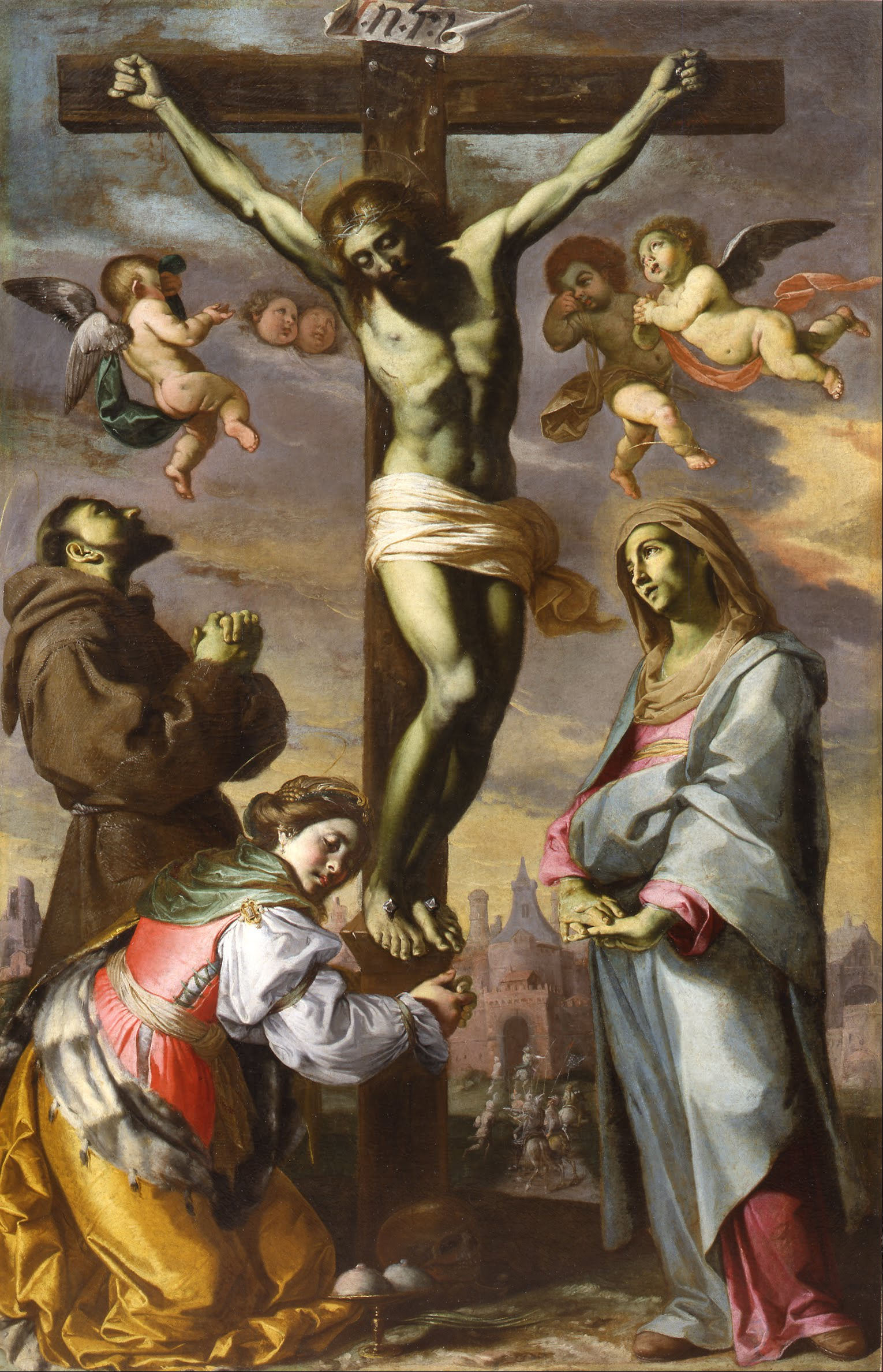
« Розп'яття зі св. Франциском Ассізьким і св. Агатою та Богородицею», 1660-ті рр., фонд Сієнські музеї